# Hallmark Channel Original Movies
Questa è la lista dei film televisivi prodotti per le reti via cavo Hallmark Channel (HC) and Hallmark Movies & Mysteries (HMM). Tali film sono chiamati Hallmark Channel Original Movies e Hallmark Movies and Mysteries.
Hallmark Channel è stato ufficialmente lanciato nell'agosto 2001, con il suo canale gemello Hallmark Movies & Mysteries (in origine Hallmark Movie Channel) lanciato nel gennaio 2004. Oltre ai film originali indipendenti, entrambi i canali trasmettono una serie di franchise originali, tra cui Garage Sale Mystery, Jesse Stone, Il mistero delle lettere perdute, I misteri di Aurora Teagarden e Good Witch, oltre ad aver prodotto serie di genere poliziesco.
Hallmark Channel ha ottenuto gli ascolti più alti mai registrati in assoluto con il film originale del 2014 Christmas Under Wraps, con Candace Cameron Bure, che è stato visto da 5,8 milioni di spettatori. Entrambe le reti ottengono i maggiori ascolti durante il loro periodo "Countdown to Christmas", con una successione di film originali natalizi trasmessi da fine ottobre a fine dicembre.
Alcuni di questi film sono anche trasmessi in Canada da W Network e Citytv nell'ambito di accordi di distribuzione di contenuti con la società madre di Hallmark Crown Media; la stragrande maggioranza dei film di Hallmark Channel sono girati in Canada e quindi si qualifica per le quote Canadian content. Nel Regno Unito, gli Hallmark Original Movies vengono trasmessi su Movies 24, un canale gemello.

## Serie cinematografiche
Alcuni dei film fanno parte di una serie. Di seguito è riportato un elenco di tutte le serie e il numero di film in ciascuno.
| Anno          | Nome della serie                                               | Numero di film | Cast principale                                                   | Canale |
| ------------- | -------------------------------------------------------------- | -------------- | ----------------------------------------------------------------- | ------ |
| 2000–2002     | Sherlock Holmes                                                | 4              | Matt Frewer, Kenneth Welsh                                        | HC     |
| 2001–2004     | A Town Without Christmas                                       | 3              | Peter Falk                                                        | HC     |
| 2003–2011     | L'amore arriva dolcemente (Love Comes Softly)                  | 11             | Erin Cottrell, Katherine Heigl                                    | HC     |
| 2003–2007     | La libreria del mistero (Mystery Woman)                        | 11             | Kellie Martin, Clarence Williams III                              | HC     |
| 2005–2008     | Jane Doe                                                       | 9              | Lea Thompson                                                      | HC     |
| 2005–2008     | McBride (McBride)                                              | 10             | John Larroquette, Matt Lutz, Marta DuBois                         | HC     |
| 2006–2008     | Murder 101                                                     | 4              | Dick Van Dyke                                                     | HC     |
| 2008–2019     | The Good Witch (The Good Witch)                                | 12             | Catherine Bell, Catherine Disher, James Denton                    | HC     |
| 2008–2021     | Debbie Macomber's Mrs. Miracle                                 | 3              | Doris Roberts, Caroline Rhea                                      | HC     |
| 2011–2012     | Goodnight for Justice                                          | 3              | Luke Perry                                                        | HMM    |
| 2013–2018     | Garage Sale Mystery (Garage Sale Mysteries)                    | 15             | Lori Loughlin, Steve Bacic                                        | HMM    |
| 2013–2021     | Il mistero delle lettere perdute (Signed, Sealed, Delivered)   | 13             | Eric Mabius, Kristin Booth, Crystal Lowe, Geoff Gustafson         | HMM    |
| 2015–in corso | I misteri di Aurora Teagarden (Aurora Teagarden Mysteries)     | 15             | Candace Cameron Bure, Lexa Doig, Marilu Henner                    | HMM    |
| 2015–in corso | Gourmet Detective (Gourmet Detective)                          | 5              | Dylan Neal, Brooke Burns                                          | HMM    |
| 2015          | Jesse Stone                                                    | 1 (9)          | Tom Selleck                                                       | HC     |
| 2015–in corso | Dolci e delitti (Murder, She Baked e Hannah Swensen Mysteries) | 8              | Alison Sweeney, Cameron Mathison                                  | HMM    |
| 2015–2018     | All of My Heart                                                | 3              | Lacey Chabert, Brennan Elliott                                    | HC     |
| 2016–2019     | In the Vineyard                                                | 3              | Rachael Leigh Cook, Brendan Penny                                 | HC     |
| 2016–2018     | Father Christmas                                               | 3              | Erin Krakow, Niall Matter                                         | HMM    |
| 2016          | Flower Shop Mystery                                            | 3              | Brooke Shields, Brennan Elliott                                   | HMM    |
| 2016–2019     | Hailey Dean Mysteries                                          | 9              | Kellie Martin                                                     | HMM    |
| 2016–2019     | The Mistletoe                                                  | 3              | Jaime King, Alicia Witt, Kellie Pickler                           | HC     |
| 2016–2021     | The Wedding March                                              | 6              | Josie Bissett, Jack Wagner                                        | HC     |
| 2017–2019     | Darrow & Darrow                                                | 4              | Kimberly Williams-Paisley, Tom Cavanagh                           | HMM    |
| 2017–in corso | Emma Fielding Mysteries                                        | 3              | Courtney Thorne-Smith, James Tupper                               | HMM    |
| 2017–2020     | Natale a Evergreen (Christmas in Evergreen)                    | 4              | Ashley Williams, Jill Wagner, Maggie Lawson, Rukiya Bernard       | HC     |
| 2017–2018     | Fixer Upper Mystery                                            | 3              | Jewel Kilcher, Colin Ferguson                                     | HMM    |
| 2018–2019     | At Graceland                                                   | 3              | Kellie Pickler, Wes Brown, Kaitlin Doubleday, Adrian Grenier      | HC     |
| 2018–2021     | A Godwink Christmas                                            | 4              | Kimberley Sustad, Cindy Busby, Brooke D'Orsay, Kathie Lee Gifford | HMM    |
| 2018–2021     | Morning Show Mysteries                                         | 6              | Holly Robinson Peete, Rick Fox                                    | HMM    |
| 2018–2021     | One Winter                                                     | 3              | Taylor Cole, Jack Turner, Rukiya Bernard, Dewshane Williams       | HC     |
| 2018–in corso | Time to Come Home for Christmas                                | 6              | Megan Park, Alison Sweeney, Lacey Chabert                         | HMM    |
| 2019–2021     | Chronicle Mysteries                                            | 5              | Alison Sweeney, Benjamin Ayres                                    | HMM    |
| 2019–2021     | Crossword Mysteries                                            | 5              | Lacey Chabert, Brennan Elliott                                    | HMM    |
| 2019–2021     | MatchMaker Mysteries                                           | 3              | Danica McKellar, Victor Webster                                   | HMM    |
| 2019–2021     | Mystery 101                                                    | 7              | Jill Wagner, Kristoffer Polaha                                    | HMM    |
| 2019–2020     | Le indagini di Allie Adams (Picture Perfect Mysteries)         | 3              | Alexa PenaVega, Carlos PenaVega                                   | HMM    |
| 2019–2020     | Ruby Herring Mysteries                                         | 3              | Taylor Cole, Stephen Huszar                                       | HMM    |
| 2020–2021     | I misteri di Martha's Vineyard (Martha's Vineyard Mystery)     | 4              | Jesse Metcalfe, Sarah Lind                                        | HMM    |
| 2022–in corso | Curious Caterer                                                | 3              | Nikki DeLoach, Andrew Walker                                      | HMM    |
| 2022–in corso | The Wedding Veil                                               | 6              | Lacey Chabert, Autumn Reeser, Alison Sweeney                      | HC     |
| 2023          | National Park Romance                                          | 3              | Ashley Newbrough, Cindy Busby, Arielle Kebbel                     | HC     |

## Hallmark Channel Original Movies

### 2000

#### Hallmark Channel
| N. | Film                                                       | Prima TV USA     | Note                     |
| -- | ---------------------------------------------------------- | ---------------- | ------------------------ |
| 1  | A Storm in Summer - Temporale d'estate (A Storm in Summer) | 27 febbraio 2000 |                          |
| 2  | Arabian Nights                                             | 30 aprile 2000   | miniserie in 2 parti     |
| 3  | Lo scapolo del mese (Personally Yours)                     | 8 ottobre 2000   |                          |
| 4  | Il mastino di Baskerville (The Hound of the Baskervilles)  | 21 ottobre 2000  | Sherlock Holmes Movie #1 |
| 5  | Il segreto di Natale (The Christmas Secret)                | 17 dicembre 2000 |                          |

### 2001

#### Hallmark Channel
| N. | Film                                                                | Prima TV USA     | Note                     |
| -- | ------------------------------------------------------------------- | ---------------- | ------------------------ |
| 1  | Sposami ancora! (Second Honeymoon)                                  | 11 marzo 2001    |                          |
| 2  | L'incantesimo del manoscritto (The Lost Empire)                     | 11 marzo 2001    | miniserie in 2 parti     |
| 3  | Sherlock Holmes - Il segno dei quattro (The Sign of Four)           | 23 marzo 2001    | Sherlock Holmes Movie #3 |
| 4  | I mondi infiniti di H.G. Wells (The Infinite Worlds of H. G. Wells) | 5 agosto 2001    | miniserie                |
| 5  | The Royal Scandal                                                   | 19 ottobre 2001  | Sherlock Holmes Movie #2 |
| 6  | La vera storia di Biancaneve (Snow White: The Fairiest Them All)    | 28 ottobre 2001  |                          |
| 7  | L'abito da sposa (The Wedding Dress)                                | 28 ottobre 2001  |                          |
| 8  | Una città senza Natale (A Town Without Christmas)                   | 16 dicembre 2001 |                          |
| 9  | La magia del Natale (The Sons of Mistletoe)                         | 19 dicembre 2001 |                          |

### 2002

#### Hallmark Channel
| N. | Film                                                            | Prima TV USA     | Note                     |
| -- | --------------------------------------------------------------- | ---------------- | ------------------------ |
| 1  | Lost - Dispersi nell'oceano (Stranded)                          | 12 gennaio 2002  |                          |
| 2  | Roughing It                                                     | 16 marzo 2002    |                          |
| 3  | Johnson County War                                              | 24 agosto 2002   |                          |
| 4  | Hans Christian Andersen: My Life as a Fairytale                 | 8 settembre 2002 |                          |
| 5  | Il vampiro di Whitechapel (The Case of the Whitechapel Vampire) | 27 ottobre 2002  | Sherlock Holmes Movie #4 |
| 6  | Santa Jr.                                                       | 30 novembre 2002 |                          |
| 7  | La regina delle nevi (2002) (Snow Queen)                        | 7 dicembre 2002  | miniserie in 2 parti     |
| 8  | Silent Night - Confini di guerra (Silent Night)                 | 14 dicembre 2002 |                          |
| 9  | Un ospite di Natale (A Christmas Visitor)                       | 21 dicembre 2002 |                          |

### 2003

#### Hallmark Channel
| N. | Film                                                             | Prima TV USA     |
| -- | ---------------------------------------------------------------- | ---------------- |
| 1  | The Last Cowboy                                                  | 17 gennaio 2003  |
| 2  | Dal profondo del cuore (Straight from the Heart)                 | 9 febbraio 2003  |
| 3  | L'amore arriva dolcemente (Love Comes Softly)                    | 13 aprile 2003   |
| 4  | Audrey's Rain                                                    | 11 maggio 2003   |
| 5  | Alla scoperta di mio padre (The King and Queen of Moonlight Bay) | 15 giugno 2003   |
| 6  | Hard Ground - La vendetta di McKay (Hard Ground)                 | 12 luglio 2003   |
| 7  | Il principe ranocchio (Prince Charming)                          | 13 luglio 2003   |
| 8  | La libreria del mistero - La stanza chiusa (Mystery Woman)       | 31 agosto 2003   |
| 9  | Monster Makers                                                   | 26 ottobre 2003  |
| 10 | Gli ultimi ricordi (A Time to Remember)                          | 23 novembre 2003 |
| 11 | Trovate John Christmas (Finding John Christmas)                  | 30 novembre 2003 |
| 12 | A Carol Christmas                                                | 7 dicembre 2003  |

### 2020

#### Hallmark Channel
| N. | Film                                          | Prima TV USA     |
| -- | --------------------------------------------- | ---------------- |
| 1  | Un amore sulla neve (Winter in Vail)          | 4 gennaio 2020   |
| 2  | Love in Winterland                            | 11 gennaio 2020  |
| 3  | Amore tra i ghiacci (Love on Iceland)         | 18 gennaio 2020  |
| 4  | Labirinto d'amore (Amazing Winter Romance)    | 20 gennaio 2020  |
| 5  | Hearts of Winter                              | 25 gennaio 2020  |
| 6  | A Valentine's Match                           | 1 febbraio 2020  |
| 7  | Anime gemelle (Matching Hearts)               | 8 febbraio 2020  |
| 8  | L'ingrediente segreto (The Secret Ingredient) | 15 febbraio 2020 |
| 9  | Solo io e te (Love in Store)                  | 22 febbraio 2020 |
| 10 | Bad Date Chronicles                           | 29 febbraio 2020 |
| 11 | Colby & Case (In the Key of Love)             | 21 marzo 2020    |

### 2023

#### Hallmark Channel
| N. | Film                                                       | Prima TV USA      |
| -- | ---------------------------------------------------------- | ----------------- |
| 1  | The Dog Lover's Guide to Dating                            | 1º gennaio 2023   |
| 2  | The Wedding Veil Expectations                              | 7 gennaio 2023    |
| 3  | The Wedding Veil Inspiration                               | 14 gennaio 2023   |
| 4  | The Wedding Veil Journey                                   | 21 gennaio 2023   |
| 5  | Love in Glacier National: A National Park Romance          | 28 gennaio 2023   |
| 6  | Sweeter Than Chocolate                                     | 4 febbraio 2023   |
| 7  | A Paris Proposal                                           | 11 febbraio 2023  |
| 8  | Welcome to Valentine                                       | 18 febbraio 2023  |
| 9  | Made for Each Other                                        | 25 febbraio 2023  |
| 10 | Game of Love                                               | 11 marzo 2023     |
| 11 | A Winning Team                                             | 18 marzo 2023     |
| 12 | A Picture of Her                                           | 25 marzo 2023     |
| 13 | Love in the Maldives                                       | 1º aprile 2023    |
| 14 | The Professional Bridesmaid                                | 8 aprile 2023     |
| 15 | The Wedding Cottage                                        | 15 aprile 2023    |
| 16 | A Pinch of Portugal                                        | 22 aprile 2023    |
| 17 | Hearts in the Game                                         | 29 aprile 2023    |
| 18 | When Love Springs                                          | 6 maggio 2023     |
| 19 | Dream Moms                                                 | 13 maggio 2023    |
| 20 | Love in Zion National: A National Park Romance             | 20 maggio 2023    |
| 21 | Wedding Season                                             | 3 giugno 2023     |
| 22 | Love's Greek to Me                                         | 10 giugno 2023    |
| 23 | The Wedding Contract                                       | 17 giugno 2023    |
| 24 | Make Me a Match                                            | 24 giugno 2023    |
| 25 | A Royal Christmas Crush                                    | 8 luglio 2023     |
| 26 | Take Me Back for Christmas                                 | 15 luglio 2023    |
| 27 | Aloha Heart                                                | 29 luglio 2023    |
| 28 | Making Waves                                               | 5 agosto 2023     |
| 29 | A Safari Romance                                           | 12 agosto 2023    |
| 30 | Never Too Late to Celebrate                                | 19 agosto 2023    |
| 31 | Napa Ever After                                            | 26 agosto 2023    |
| 32 | Love in the Great Smoky Mountains: A National Park Romance | 2 settembre 2023  |
| 33 | Fourth Down and Love                                       | 9 settembre 2023  |
| 34 | Notes of Autumn                                            | 16 settembre 2023 |
| 35 | Retreat to You                                             | 23 settembre 2023 |
| 36 | A Very Venice Romance                                      | 30 settembre 2023 |
| 37 | 3 Bed, 2 Bath, 1 Ghost                                     | 7 ottobre 2023    |
| 38 | Field Day                                                  | 14 ottobre 2023   |
| 39 | Checkin' it Twice                                          | 20 ottobre 2023   |
| 40 | Where Are You, Christmas?                                  | 21 ottobre 2023   |
| 41 | Under the Christmas Sky                                    | 2 ottobre 2023    |
| 42 | Christmas by Design                                        | 27 ottobre 2023   |
| 43 | Mystic Christmas                                           | 28 ottobre 2023   |
| 44 | Joyeux Noel                                                | 29 ottobre 2023   |
| 45 | Flipping for Christmas                                     | 3 novembre 2023   |
| 46 | Never Been Chris'd                                         | 4 novembre 2023   |
| 47 | The Santa Summit                                           | 5 novembre 2023   |
| 48 | Everything Christmas                                       | 10 novembre 2023  |
| 49 | Christmas Island                                           | 11 novembre 2023  |
| 50 | A Heidelberg Holiday                                       | 12 novembre 2023  |
| 51 | Navigating Christmas                                       | 17 novembre 2023  |
| 52 | A Merry Scottish Christmas                                 | 18 novembre 2023  |
| 53 | Holiday Hotline                                            | 19 novembre 2023  |
| 54 | Catch Me If You Claus                                      | 23 novembre 2023  |
| 55 | Letters to Santa                                           | 24 novembre 2023  |
| 56 | Holiday Road                                               | 24 novembre 2023  |
| 57 | Christmas in Notting Hill                                  | 25 novembre 2023  |
| 58 | Haul Out the Holly: Lit Up                                 | 25 novembre 2023  |
| 59 | Our Christmas Mural                                        | 26 novembre 2023  |
| 60 | A Biltmore Christmas                                       | 26 novembre 2023  |
| 61 | My Norwegian Holiday                                       | 1º dicembre 2023  |
| 62 | A Not So Royal Christmas                                   | 2 dicembre 2023   |
| 63 | Christmas with a Kiss                                      | 3 dicembre 2023   |
| 64 | Magic in Mistletoe                                         | 8 dicembre 2023   |
| 65 | Christmas on Cherry Lane                                   | 9 dicembre 2023   |
| 66 | Round and Round                                            | 10 dicembre 2023  |
| 67 | The Secret Gift of Christmas                               | 15 dicembre 2023  |
| 68 | Sealed with a List                                         | 16 dicembre 2023  |
| 69 | Friends & Family Christmas                                 | 17 dicembre 2023  |

#### Hallmark Movies & Mysteries
| N. | Film                                         | Prima TV USA      |
| -- | -------------------------------------------- | ----------------- |
| 1  | Family History Mysteries: Buried Past        | 8 gennaio 2023    |
| 2  | Curious Caterer: Grilling Season             | 5 febbraio 2023   |
| 3  | A Nashville Legacy                           | 26 febbraio 2023  |
| 4  | Unexpected Grace                             | 12 marzo 2023     |
| 5  | The Cases of Mystery Lane                    | 19 marzo 2023     |
| 6  | The Blessing Bracelet                        | 9 aprile 2023     |
| 7  | Spring Breakthrough                          | 30 aprile 2023    |
| 8  | The Jane Mysteries: Inheritance Lost         | 12 maggio 2023    |
| 9  | Carrot Cake Murder: A Hannah Swensen Mystery | 19 maggio 2023    |
| 10 | The Dancing Detective: A Deadly Tango        | 2 giugno 2023     |
| 11 | Aurora Teagarden Mysteries: Something New    | 9 giugno 2023     |
| 12 | A Lifelong Love                              | 21 luglio 2023    |
| 13 | Big Sky River: The Bridal Path               | 11 agosto 2023    |
| 14 | The More Love Grows                          | 18 agosto 2023    |
| 15 | Guiding Emily                                | 8 settembre 2023  |
| 16 | Come Fly with Me                             | 15 settembre 2023 |
| 17 | Haunted Harmony Mysteries: Murder in G Major | 22 settembre 2023 |
| 18 | Mystery Island                               | 29 settembre 2023 |
| 19 | A Zest for Death: A Hannah Swensen Mystery   | 6 ottobre 2023    |
| 20 | Curious Caterer: Fatal Vows                  | 13 ottobre 2023   |
| 21 | Ms. Christmas Comes to Town                  | 26 ottobre 2023   |
| 22 | My Christmas Guide                           | 2 novembre 2023   |
| 23 | Mystery on Mistletoe Lane                    | 9 novembre 2023   |
| 24 | A World Record Christmas                     | 16 novembre 2023  |
| 25 | A Season for Family                          | 22 novembre 2023  |
| 26 | Time for Her to Come Home for Christmas      | 30 novembre 2023  |
| 27 | To All a Good Night                          | 7 dicembre 2023   |
| 28 | Heaven Down Here                             | 14 dicembre 2023  |
| 29 | Miracle in Bethlehem, PA                     | 21 dicembre 2023  |

#### Hallmark Movies Now
| N. | Film                            | Prima TV USA     |
| -- | ------------------------------- | ---------------- |
| 1  | The Love Club: Nicole's Pen Pal | 2 febbraio 2023  |
| 2  | The Love Club: Sydney's Journey | 9 febbraio 2023  |
| 3  | The Love Club: Lauren's Dream   | 16 febbraio 2023 |
| 4  | The Love Club: Tara's Tune      | 23 febbraio 2023 |
| 5  | Rescuing Christmas              | 7 dicembre 2023  |
| 6  | An Ice Palace Romance           | 14 dicembre 2023 |

### 2024

#### Hallmark Channel
| N. | Film                     | Prima TV USA     |
| -- | ------------------------ | ---------------- |
| 1  | Love on the Right Course | 6 gennaio 2024   |
| 2  | A Scottish Love Scheme   | 13 gennaio 2024  |
| 3  | Betty’s Bad Luck in Love | 20 gennaio 2024  |
| 4  | Romance with a Twist     | 27 gennaio 2024  |
| 5  | Paging Mr. Darcy         | 3 febbraio 2024  |
| 6  | Love & Jane              | 10 febbraio 2024 |
| 7  | An American in Austen    | 17 febbraio 2024 |
| 8  | A Taste of Love          | 19 febbraio 2024 |
| 9  | Sense and Sensibility    | 24 febbraio 2024 |

#### Hallmark Movies & Mysteries
| N. | Film                                             | Prima TV USA     |
| -- | ------------------------------------------------ | ---------------- |
| 1  | True Justice: Family Ties                        | 12 gennaio 2024  |
| 2  | Gilded Newport Mysteries: Murder at the Breakers | 2 febbraio 2024  |
| 3  | CrimeTime: Freefall                              | 23 febbraio 2024 |